# باتريك كليرك
باتريك كليرك (بالفرنسية: Patrick Clerc)‏ مواليد 20 سبتمبر 1957 في لا ترونش، فرنسا، هو دراج فرنسي سابق.

## روابط خارجية
- باتريك كليرك على موقع أرشيف الدراجات (الإنجليزية)
- باتريك كليرك على موقع إحصائيات الدراجات الإحترافية (الإنجليزية)